# San Gregorio (distrito)
San Gregorio é um distrito do Peru, departamento de Cajamarca, localizada na província de San Miguel.

## Transporte
O distrito de Unión Agua Blanca é servido pela seguinte rodovia:
- CA-100, que liga a cidade ao distrito de Catilluc[1][2][3]